# Municipio Diego Ibarra
El Municipio Diego Ibarra es uno de los 14 municipios autónomos que conforman el Estado Carabobo en la Región Central de Venezuela. Su capital municipal es la ciudad de Mariara. Se encuentra ubicado en la Región Oriental del Estado Carabobo. Tiene una superficie terrestre de 79 km, alcanzando 124 km² en totalidad, incluyendo su jurisdicción lacustre sobre parte del Lago de Valencia. La población se estimaba en 149 194 habitantes según el INE 2016. El municipio posee una distribución geográfica de 2 parroquias civiles. Forma parte del Área metropolitana de Valencia

## Historia
El Municipio Diego Ibarra fue fundado el 3 de diciembre de 1781 como parroquia, el 30 de junio de 1959 como municipio foráneo donde junto con los municipios San Joaquín y Guacara pertenecía al distrito Guacara del Estado Carabobo y desde el 13 de agosto de 1988 la Asamblea Legislativa del Estado Carabobo, en sesión especial, autoriza su elevación a Municipio Autónomo.

## Geografía

### Límites
- Norte: Parque nacional Henri Pittier y la Cordillera de la Costa perteneciente al Municipio Ocumare de la Costa de Oro (Estado Aragua)
- Sur: Lago de Valencia
- Este: Municipio Mario Briceño Iragorry y Municipio Girardot (Estado Aragua)
- Oeste: Municipio San Joaquín (Estado Carabobo)

## División Político-Territorial

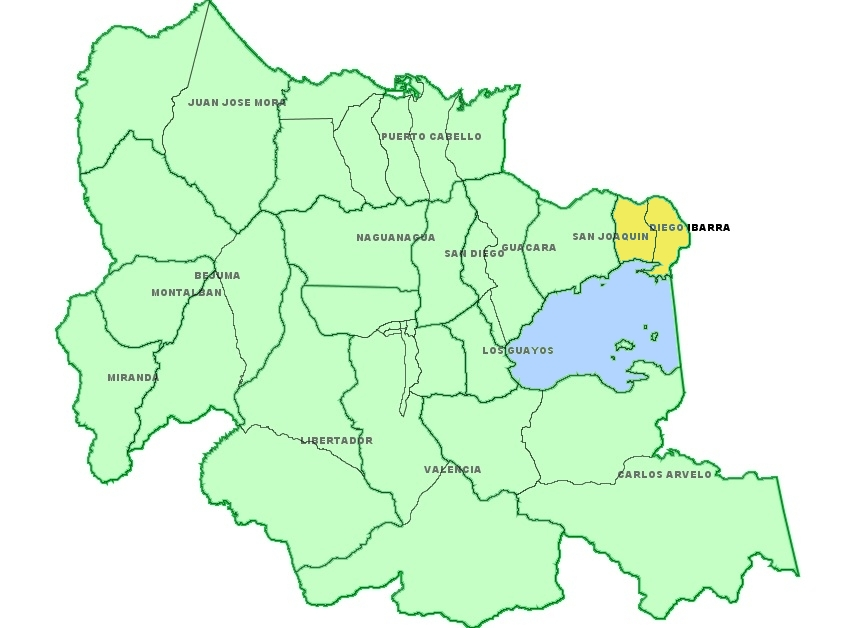
Municipio Diego Ibarra.

Mapa Municipio Diego Ibarra. División Político-Territorial: Parroquia Urbana Mariara y Parroquia Urbana Aguas Calientes.

1. Parroquia Mariara
2. Parroquia Aguas Calientes

## Demografía
Para el censo del año 1990, Diego Ibarra tenía una población de 69 598 hab. Para el censo del año 2001, tenía una población de 94 852 hab.
Actualmente las proyecciones de población, según proyecciones de la OCEI, estiman una población de 149 194 habitantes para el 2016. Posee una de las mayores tasas de crecimiento demográfico de Carabobo.
| Municipio Diego Ibarra    | Población | % Población | Superficie km² | Densidad hab/km² |
| ------------------------- | --------- | ----------- | -------------- | ---------------- |
| Parroquia Mariara         | 46 380    | 38 %        | 31 km²         | 1.496 hab/km²    |
| Parroquia Aguas Calientes | 75 742    | 62 %        | 48 km²         | 1.578 hab/km²    |

## Localidades
La población se concentra en los centros poblados de Mariara, Aguas Calientes y La Cabrera.

## Economía
Las finanzas municipales están compuestas por los ingresos que constitucionalmente corresponden, asignados por el Gobierno Nacional anualmente, y en mayor proporción por la recaudación tributaria propia a nivel local por parte de la Alcaldía. La actividad económica del municipio es fundamentalmente industrial, comercial y de servicios. La instalación de nuevas grandes empresas en las zonas industriales ha contribuido en gran medida al incremento de las finanzas públicas municipales y la economía local en general.

## Política y gobierno

### Alcaldes
| Período     | Alcaldes       | Partido político / Alianza | % de votos | Notas |
| ----------- | -------------- | -------------------------- | ---------- | --- |
| 1989 - 1992 | Jaime Oramas   |                            | 64,08      | Primer alcalde bajo elecciones directas |
| 1992 - 1995 | Jaime Oramas   |                            | 65,76      | Reelecto |
| 1995 - 2000 | René Castillo  |                            | -          | Segundo alcalde bajo elecciones directas(se realizaron elecciones generales adelantadas en el 2000 debido a la aprobación de la Constitución de 1999) |
| 2000 - 2004 | Rafael Ruiz    |                            | 53,68      | Tercer alcalde bajo elecciones directas |
| 2004 - 2008 | Rafael Ruiz    |                            | 38,92      | Reelecto |
| 2008 - 2013 | Roger Martínez |                            | 49,54      | Cuarto alcalde bajo elecciones directas (se postergan 1 año las elecciones municipales pautadas para finales del 2012)                                |
| 2013 - 2017 | Rafael Ruiz    |                            | 63,67      | Quinto alcalde bajo elecciones directas |
| 2017 - 2021 | Leonel Ruiz    |                            | 51,93      | Sexto alcalde bajo elecciones directas |
| 2021 - 2025 | Teresa Flores  |                            | 58,04      | Séptima alcaldesa bajo elecciones directas. Primera mujer en asumir el mando                                                                          |

### Concejo municipal
Período 1989 - 1992
| Concejales:     | Partido político / Alianza |
| --------------- | -------------------------- |
| Gabino Silva    | MAS                        |
| Antonio Giménez | MAS                        |
| Nestor Delgado  | MAS                        |
| Henry González  | MAS                        |
| Victor Alvarado | AD                         |
| Dilia Ruíz      | AD                         |
| Carmen M. Pérez | AD                         |
| Luis Mujica     | COPEI                      |
| Aura Reyes      | COPEI                      |

Período 1992 - 1995
| Concejales:        | Partido político / Alianza |
| ------------------ | -------------------------- |
| Gabino Silva       | MAS                        |
| Martín Alastre     | MAS                        |
| Carlos Agudo       | MAS                        |
| Freddy Rodríguez   | MAS                        |
| Jacinto González   | MAS                        |
| Carlos Giménez     | MAS                        |
| Carlos Cadenas     | AD                         |
| Williams Rodríguez | AD                         |
| Luis Mujica        | COPEI                      |

Período 1995 - 2000
| Concejales:          | Partido político / Alianza |
| -------------------- | -------------------------- |
| Carmen Rosa Castillo | AD                         |
| Esteban Esqueda      | AD                         |
| William Rodríguez    | AD                         |
| Carmen Acacio        | AD                         |
| Medardo Ramos        | AD                         |
| Carlos Cadenas       | AD                         |
| Ignancio Jiménez     | MAS                        |
| Marcos Cordero       | MAS                        |
| Belkys Ramós         | COPEI                      |

Periodo 2000 - 2005
| Concejales: | Partido político / Alianza |
| ----------- | -------------------------- |
| '           | MVR                        |
| '           | MVR                        |
| '           | MVR                        |
| '           | MVR                        |
| '           | MVR                        |
| '           | MVR                        |
| '           | PRVZL                      |
| '           | PRVZL                      |
| '           | PRVZL                      |

Periodo 2005 - 2013
| Concejales:       | Partido político / Alianza |
| ----------------- | -------------------------- |
| Vestalia Escalona | MVR                        |
| Mirtha Sequera    | MVR                        |
| Mary Evelin Duran | MVR                        |
| Juana Garcia      | MVR                        |
| Daysi Ruiz        | MVR                        |
| Tomas Lara        | MVR                        |
| Armando Lopez     | MVR                        |
| Juan Valera       | MVR                        |
| Belkys Ramos      | PRVZL                      |

Período 2013 - 2018
| Concejales:       | Partido político / Alianza |
| ----------------- | -------------------------- |
| Teresa Flores     | TUPAMARO                   |
| Fermin Villarroel | PSUV                       |
| Marcos Frias      | PSUV                       |
| Eulises de la Hoz | PSUV                       |
| Raquel Montero    | PSUV                       |
| Carmen Rodríguez  | PSUV                       |
| Adina Rodríguez   | PSUV                       |
| Yoan Betancourt   | PSUV                       |
| José Sánchez      | PSUV                       |

Período 2018 - 2021
| Concejales          | Partido político / Alianza |
| ------------------- | -------------------------- |
| Eduardo Bravo       | PSUV                       |
| Jean Carlos Luzardo | PSUV                       |
| Mohamed Abi Hassan  | PSUV                       |
| Barbara Peñalver    | PSUV                       |
| Yusnelly Ovalles    | PSUV                       |
| Gabriel Croquer     | PSUV                       |
| Teresa Flores       | TUPAMARO                   |
| Zaida Ortega        | PCV                        |
| Vicente Fernandez   | PSUV                       |

Período 2021 - 2025
| Concejales:      | Partido político / Alianza |
| ---------------- | -------------------------- |
| Fanny Marquina   | PSUV                       |
| Barbara Peñalver | PSUV                       |
| Yohan Betancourt | PSUV                       |
| Ronard Briceño   | PSUV                       |
| Alexis Alastre   | PSUV                       |
| José Alvarado    | TUPAMARO                   |
| Yepsi Criman     | PSUV                       |
| Marvin Alonzo    | PSUV                       |
| Irma Arteaga     | PSUV                       |